# Party Rock Open 2013
Il Party Rock Open 2013 è stato un torneo di tennis facente parte della categoria ITF Women's Circuit nell'ambito dell'ITF Women's Circuit 2013. Il torneo si è giocato a Las Vegas in Stati Uniti d'America dal 23 al 29 settembre 2013 su campi in cemento e aveva un montepremi di $50,000.

## Partecipanti

### Teste di serie
| Nazionalità | Giocatrice                | Ranking* | Testa di serie |
| ----------- | ------------------------- | -------- | -------------- |
| Croazia     | Ajla Tomljanović          | 88       | 1              |
| Portogallo  | Michelle Larcher de Brito | 100      | 2              |
| Croazia     | Mirjana Lučić-Baroni      | 108      | 3              |
| Stati Uniti | Maria Sanchez             | 115      | 4              |
| Stati Uniti | Grace Min                 | 128      | 5              |
| Stati Uniti | Coco Vandeweghe           | 129      | 6              |
| Kazakistan  | Sesil Karatančeva         | 132      | 7              |
| Stati Uniti | Shelby Rogers             | 135      | 8              |

- Ranking al 16 settembre 2013.

### Altre partecipanti
Giocatrici che hanno ricevuto una wild card:
- Julia Boserup
- Elizabeth Lumpkin
- Alexandra Stevenson
- Allie Will

Giocatrici che sono passate dalle qualificazioni:
- Jacqueline Cako
- Allie Kiick
- Sanaz Marand
- Asia Muhammad

Giocatrici che hanno ricevuto un entry come Junior Exempt:
- Taylor Townsend

## Vincitrici

### Singolare
Melanie Oudin ha battuto in finale  Coco Vandeweghe con il punteggio di 5–7, 6–3, 6–3

### Doppio
Tamira Paszek /  Coco Vandeweghe hanno battuto in finale  Denise Muresan /  Caitlin Whoriskey con il punteggio di 6–4, 6–2